# Салищев, Константин Алексеевич
Константи́н Алексе́евич Са́лищев (7 (20) ноября 1905, Тула — 25 августа 1988, Москва) — советский географ-картограф, доктор технических наук (1940), профессор (1936), проректор МГУ (1947—1954), заслуженный деятель науки РСФСР (1966), лауреат Государственной премии СССР (1980).
Создатель научной школы географической картографии. Основные труды по теории картографии, картоведению, истории картографии, а также проблемам комплексного тематического картографирования.

## Биография
Родился в Туле в семье промышленника, купца первой гильдии. Среднее образование получил в Тульском реальном училище (с ноября 1918 г. преобразованном в 4-ю единую советскую трудовую школу II ступени). С 1922 по 1927 гг. учился в Московском межевом институте, где одним из первых студентов избрал впервые введённую в 1923 г. географо-картографическую специальность.

### Экспедиции
В качестве инженера-геодезиста участвовал в Верхне-Индигирской (1926), Колымской (1929—1930) и Чукотской (1932 и 1933) экспедициях под руководством С. В. Обручева. После исследовании района бассейнов рек Индигирка и Колыма составил первую достоверную карту горной системы хребта Черского — одного из последних крупных географических объектов, открытых на территории России.
В первой половине 1930-х гг. заведовал геодезическим сектором Всесоюзного арктического института (ВАИ) в Ленинграде. Впервые в истории геолого-географических исследований предложил проводить аэровизуальную съёмку местности путем наблюдений с самолёта. В течение двух летних сезонов 1932—1933 гг. состоялась лётная экспедиция, в ходе которой группой сотрудников ВАИ во главе с С. В. Обручевым и К. А. Салищевым с борта гидросамолёта «СССР-Н4» (командир экипажа — пилот Ф. К. Куканов) были обследованы побережья Охотского и Берингова морей, остров Врангеля, бассейн реки Анадырь и Чукотский полуостров. По результатам воздушной съёмки маршрутно-визуальным методом были создана первая достоверная топографическая карта Чукотки и острова Врангеля масштаба 1:2 500 000 (в 1 см — 25 км) и геоморфологическое описание района. При этом в 1933 году на карту острова Врангеля К. А. Салищевым был нанесен мыс Утёс-Большевик.

«С Константином Алексеевичем Салищевым, ныне знаменитым картографом, почётным членом многих зарубежных академий, я познакомился намного раньше. Было это в 1933 году, когда он, известный уже географ, возглавлял отдел картографии Арктического института. Мы, возвратившись с Земли Франца-Иосифа, пришли к нему — рассказать об увиденном, о своих поправках к картам этого архипелага. Нас доброжелательно встретил молодой человек с весёлыми глазами. Ещё в 1926 году вместе с С. В. Обручевым двадцатилетний юноша отправился в длинную и трудную экспедицию на северо-восток страны. Во время этого путешествия они обессмертили свое имя, открыв протяжённый на тысячи километров хребет Черского. Даже думать странно, что до их экспедиции этой громадины не было на картах.
Сегодня имя К. А. Салищева известно всем картографам мира — так много он сделал для этой науки».
— И. Д. Папанин. География — наука точная (в кн. «Лёд и пламень»)

### Создание карт и атласов
Принимал участие в создании многолистной Государственной карты СССР масштаба 1:1 000 000 (в 1 см — 10 км). В 1936—1938 гг. заведовал картографическим отделом Института Большого советского атласа мира (БСАМ), был членом редколлегии и автором ряда карт. Руководил созданием Атласа истории географических открытий и исследований (1959), был членом редколлегий трехтомного Морского атласа (1950—1953), Атласа мира (1954), Физико-географического атласа мира (ФГАМ, 1964), трёхтомного Атласа океанов (1974—1980), инициировал и возглавлял работы по созданию комплексных региональных атласов (Иркутской, Кустанайской, Тюменской областей, Целинного, Алтайского края и др.), руководил составлением первых в мире серий карт для высшей школы и других крупных картографических произведений.

### Научные разработки
К. А. Салищевым разработаны теоретические основы картографического метода исследования, заметно расширившего возможности использования карт для описания, анализа и изучения природных и социально-экономических явлений.
В 1938 г. К. А. Салищев получил учёную степень кандидата географических наук, а в 1940 г. — доктора технических наук.

### Педагогическая деятельность
Педагогическую деятельность начал в 1931 г. на географическом факультете Ленинградского университета. С 1936 по 1947 гг. был профессором картографического факультета Московского института инженеров геодезии, аэрофотосъёмки и картографии (МИИГАиК), а с 1942 г. стал читать лекции по картографии также и в Московском государственном университете им. М. В. Ломоносова (МГУ). С 1947 г. постоянно работал на географическом факультете МГУ, где был сначала заведующим кафедрой истории географических наук (1949—1950), а затем заведующим кафедрой геодезии и картографии (с 1950).
По неоднократно переизданным и переведённым на несколько языков учебникам К. А. Салищева «Основы картоведения», «Картография», «Картоведение», «Составление и редактирование карт» обучались многие поколения студентов различных стран.

### Научно-организационная и общественная работа
Вице-президент Географического общества СССР (с 1964), заместитель председателя Московского филиала Географического общества. Президент (1968—72) и вице-президент (1964—68 и 1972—76) Международной картографической ассоциации. Основатель и первый председатель комиссии национальных атласов Международного географического союза (1956—72).
Проректор МГУ по учебной работе (1947), проректор МГУ по естественным факультетам (1947—1954). Член КПСС с 1944 г. Секретарь партийного комитета МГУ (1956—1958), член райкома КПСС, секретарь и член бюро парторганизации географического факультета МГУ. Внёс большой вклад в обсуждение вопросов строительства и переезда МГУ в новые здания на Ленинских горах, являясь председателем комиссии по тематике художественного оформления зданий (1950—1951).

## Признание заслуг

### Награды и премии
- Орден Октябрьской Революции (23.01.1980)[14]
- Три ордена Трудового Красного Знамени (1961, ..., ...)
- орден Дружбы народов (1976)
- медали
- Заслуженный деятель науки РСФСР (1966).
- Лауреат Государственной премии СССР (1980, в соавторстве) — «За научный труд „Атлас океанов“ (том 1 — „Тихий Океан“ и том 2 „Атлантический и Индийский океаны“) изданный в 1974 и 1977 годах».
- Две золотые медали имени Н. М. Пржевальского Географического общества СССР (1963, 1974).
- Лауреат высших университетских премий имени Д. Н. Анучина (1967) и имени М. В. Ломоносова (1989, посмертно; в соавторстве; за цикл работ «Дешифрирование многозональных аэрокосмических снимков»).
- Золотая медаль Маннерфельта (высшая научная награда Международной картографической ассоциации, 1980)[15].
- Медаль имени Германа Хаака Географического общества ГДР.

### Почётные звания
Почётный член Географических обществ Сербии (1960), Колумбии (1961), Азербайджанской ССР (1964), Шотландии (1964), Польши (1968), США (1972), Италии (1974). Почётный член Международной картографической ассоциации (1979). Почётный доктор естественных наук Берлинского университета им. Гумбольдта (1967). Почётный доктор географических наук Варшавского университета (1979).

## Память
Ледник Салищева на хребте Черского (Северо-Восточная Сибирь) назван в честь К. А. Салищева. Наряду с ледниками Академика Обручева, Цареградского и Сумгина, это один из крупнейших ледников (протяжённость 5,1 км) хребта Черского, он расположен в Буордахском высокогорном массиве к северу от горы Победа — высшей точки хребта Черского.
Пик Салищева — высшая точка (2585 м) Чибагалахского хребта в Якутии в горной системе хребта Черского. Расположен на боковом водораздельном гребне, в истоках реки Сюрюн. От вершины отходят четыре гребня. Впервые на пик Салищева поднялась в 1977 г. группа туристов из Харькова (руководитель Ю. Оксюк).
Памятная табличка на кафедре картографии географического факультета МГУ.
Стипендия им. К. А. Салищева учреждена на географическом факультете МГУ в 2003 году.

Могила К. А. и Л. Л. Салищевых на Кунцевском кладбище Москвы

Похоронен на Кунцевском кладбище в Москве.

## Основные сочинения
- Салищев К., Обручев С. Индигирская экспедиция 1926 г. Том 1. Астрономические и геодезические работы. — М.; Л.: Гос. изд-во Главного геолого-разведочного управления, 1931.
- Новая география Колымско-Индигирского края. Новости картографии, 1931, вып.1.
- Остров Врангеля и его карты. Сб. «Arctica» № 1. Изд. Всесоюзн. Арктического института, 1933. С. 142—150.
- Река Индигирка и Индигирско-Колымский водораздел севернее хребта Черского. Арктика, 1934, № 2.
- Основы картоведения. Общая часть. М., 1939.
- Основы картоведения. Историческая часть. М., 1943.
- Составление и редактирование карт, ч. 1, М., 1947.
- Салищев К. А., Гедымин А. В. Картография: Учебник для гос. ун-тов и учебное пособие для пед. ин-тов / Отв. ред. А. М. Комков. — М.: Географгиз, 1955. — 408 с. — 10 000 экз.
- Основы картоведения, 3-е изд., т. 1—2, М., 1959—1962. (Том 2 — «История картографии и картографические источники» награждён в 1963 г. золотой медалью имени Н. М. Пржевальского Географического общества СССР)
- Картография, 2-е изд., М., 1971.
- Картоведение. Учебник. М., 1976. (многократно переиздавался)
- Идеи и теоретические проблемы в картографии 80-х годов. М., 1982. — 154 с.

На иностранных языках
- Atlas nationaux. Histoire, analyse, voies de perfectionnement et d’unification, Moscow — Leningrad, 1960.
- Regional atlases. Tendencies of development. Subject matters of the maps on natural conditions and resources, Moscow — Leningrad, 1964.
- Einführung in die Kartographie, Bd. 1—2, Gotha — Lpz., 1967.